# Milan Staškovan
Milan Staškovan (3. června 1947, Svrčinovec – 23. července 2014) byl slovenský fotbalový obránce a reprezentant Československa.
Je rekordmanem v počtu prvoligových startů za Žilinu. V tomto klubu později pracoval na různých pozicích od sezony 1990/91 až do roku 2005 (sekretář, trenér, ředitel úseku mládeže). V hlasování odborníků a příznivců klubu se stal roku 1999 fotbalistou Žiliny 20. století a jeho dres je od roku 2008 vyvěšen v Síni slávy MŠK Žilina.

## Fotbalová kariéra
V československé lize hrál za ZVL Žilina. Nastoupil ve 298 ligových utkáních a dal 2 góly. Za československou reprezentaci odehrál 15. října 1972 přátelské utkání s Polskem, které skončilo prohrou 0-3.

## Ligová bilance
| Ročník                                   | Zápasy | Góly | Minuty | Klub       |
| ---------------------------------------- | ------ | ---- | ------ | ---------- |
| 1. československá fotbalová liga 1966/67 | 24     | 0    | 2 160  | ZVL Žilina |
| 1. československá fotbalová liga 1967/68 | 26     | 1    | 2 295  | ZVL Žilina |
| 1. československá fotbalová liga 1968/69 | 18     | 0    | 1 585  | ZVL Žilina |
| 1. československá fotbalová liga 1969/70 | 30     | 0    | 2 700  | ZVL Žilina |
| 1. československá fotbalová liga 1970/71 | 30     | 1    | 2 700  | ZVL Žilina |
| 1. československá fotbalová liga 1971/72 | 30     | 0    | 2 700  | ZVL Žilina |
| 1. československá fotbalová liga 1972/73 | 29     | 0    | 2 604  | ZVL Žilina |
| 1. československá fotbalová liga 1973/74 | 10     | 0    | 900    | ZVL Žilina |
| 1. československá fotbalová liga 1974/75 | 19     | 0    | 1 588  | ZVL Žilina |
| 1. československá fotbalová liga 1975/76 | 26     | 0    | 2 283  | ZVL Žilina |
| 1. československá fotbalová liga 1976/77 | 28     | 0    | 2 520  | ZVL Žilina |
| 1. československá fotbalová liga 1977/78 | 28     | 0    | 2 475  | ZVL Žilina |
| CELKEM 1. LIGA                           | 298    | 2    | 26 510 |            |